# Sobór Wniebowstąpienia Pańskiego w Białogrodzie nad Dniestrem
Sobór Wniebowstąpienia Pańskiego – prawosławny sobór parafialny w Białogrodzie nad Dniestrem, w dekanacie białogrodzkim eparchii odeskiej Ukraińskiego Kościoła Prawosławnego Patriarchatu Moskiewskiego.

## Historia
Sobór został wzniesiony pod kierunkiem ks. Fiodora Malawinskiego w latach 1815–1820 na miejscu starego cmentarza tureckiego, na wzniesieniu w centrum miasta, z darów miejscowej ludności. Według pierwotnego projektu miał swoim rozplanowaniem przypominać kształt okrętu, jednak w 1830 r. dobudowano do niego trzy czterokolumnowe portyki, zmieniając kształt obiektu na formę krzyża. 
W latach 1920–1940 freski w soborze (w kopule i pomieszczeniach ołtarzowych) wykonał malarz Pawieł Piskariow razem z głuchoniemymi córką i synem. W 1971 r. moskiewscy malarze wykonali w środkowej części soboru nowe freski. 
W soborze znajduje się cząstka relikwii św. Jana z Suczawy, który według żywotu został zamordowany w Białogrodzie na miejscu, gdzie wzniesiono następnie cerkiew jego imienia. Szczególnym kultem przez wiernych otaczana jest również w świątyni kopia Herbowieckiej Ikony Matki Bożej.

## Architektura

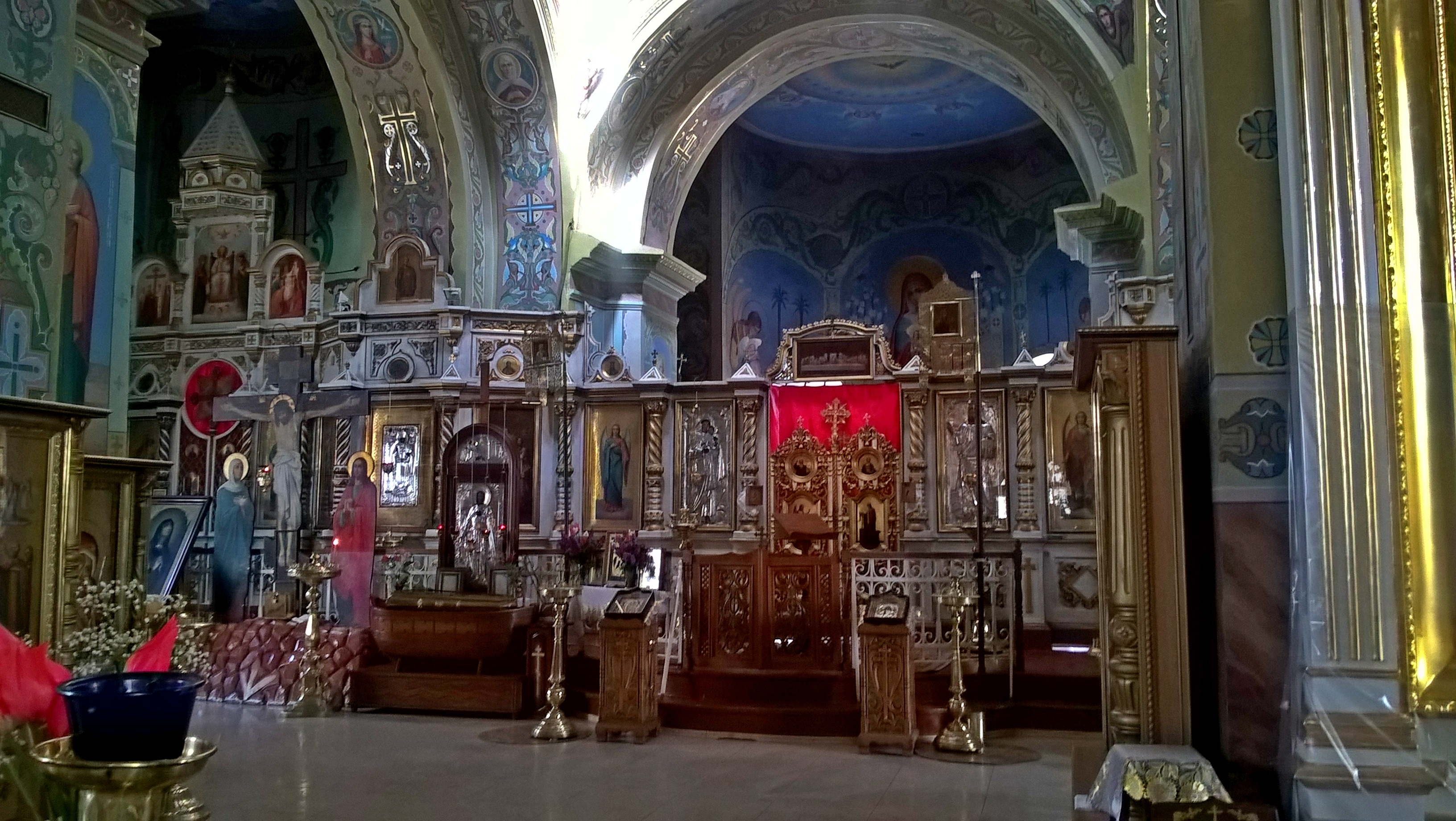
Wnętrze soboru. Widoczny ikonostas oraz ikona św. Jana z Suczawy, przed którą znajduje się cząstka jego relikwii

Sobór po przebudowie w 1830 r. reprezentuje styl klasycystyczny w jego rosyjskiej wersji. Jest to jednokondygnacyjna budowla z pięciokondygnacyjną dzwonnicą oraz jedną kopułą, zwieńczoną małą cebulastą kopułką z krzyżem. 
Sobór posiada trzy ołtarze – główny Wniebowstąpienia Pańskiego i boczne św. Mikołaja oraz Kazańskiej Ikony Matki Bożej, wszystkie umiejscowione za jednym drewnianym i pozłacanym ikonostasem. Ikony w ikonostasie wykonał nieznany miejscowy artysta w stylu greckim, ale z widocznym wpływem lokalnej, południoworuskiej kultury ikonograficznej. Wyjątkami są wizerunki Zaśnięcia Matki Bożej i św. Jana Chrzciciela oraz ikony Wniebowstąpienia Pańskiego i archanioła usytuowane po prawej stronie od ołtarza. Znany jest również autor ikony św. Serafina z Sarowa w lewym ołtarzu, napisał ją miejscowy artysta Pawieł Jerłakow.
W głównej kopule znajduje się wizerunek Chrystusa Pantokratora otoczonego przez cherubiny i inne anioły, a w dalszej kolejności – Apostołów i Czterech Ewangelistów, których postacie znalazły się na żagielkach kopuły. Na suficie nawy widoczne są postacie Boga Ojca oraz proroków starotestamentowych. 
W 2002 r. w niewielkiej odległości od soboru wzniesiono kaplicę ku czci jubileuszu 2000 lat od narodzenia Chrystusa.